# Araneus hoshi
Araneus hoshi är en spindelart som beskrevs av Akio Tanikawa 200. Araneus hoshi ingår i släktet Araneus och familjen hjulspindlar. Inga underarter finns listade i Catalogue of Life.